# Foguete (serviço ferroviário)
O Foguete foi um serviço ferroviário rápido, que unia as cidades de Lisboa e Porto, em Portugal. Foi inaugurado em 1953, tendo sido substituído pelos serviços Alfa e Intercidades, nos finais da década de 1980.

## Descrição

### Percurso e serviços
Este serviço ligava as estações de Porto-Campanhã e Lisboa-Santa Apolónia, transitando por Vila Nova de Gaia, Espinho, Ovar, Aveiro, Coimbra-B e Entroncamento. Possuía lugares em primeira e segunda classes, e dispunha de um bar e minibar, e de um serviço de refeições ao lugar. Na sua época, era o comboio mais luxuoso em Portugal, Com um interior de aparência moderna e bastante confortável, insonorizado e munido de equipamento de ar condicionado. A sua velocidade comercial de 100 km/h chegou a ser, durante algum tempo, a mais elevada na Península Ibérica.

### Material circulante

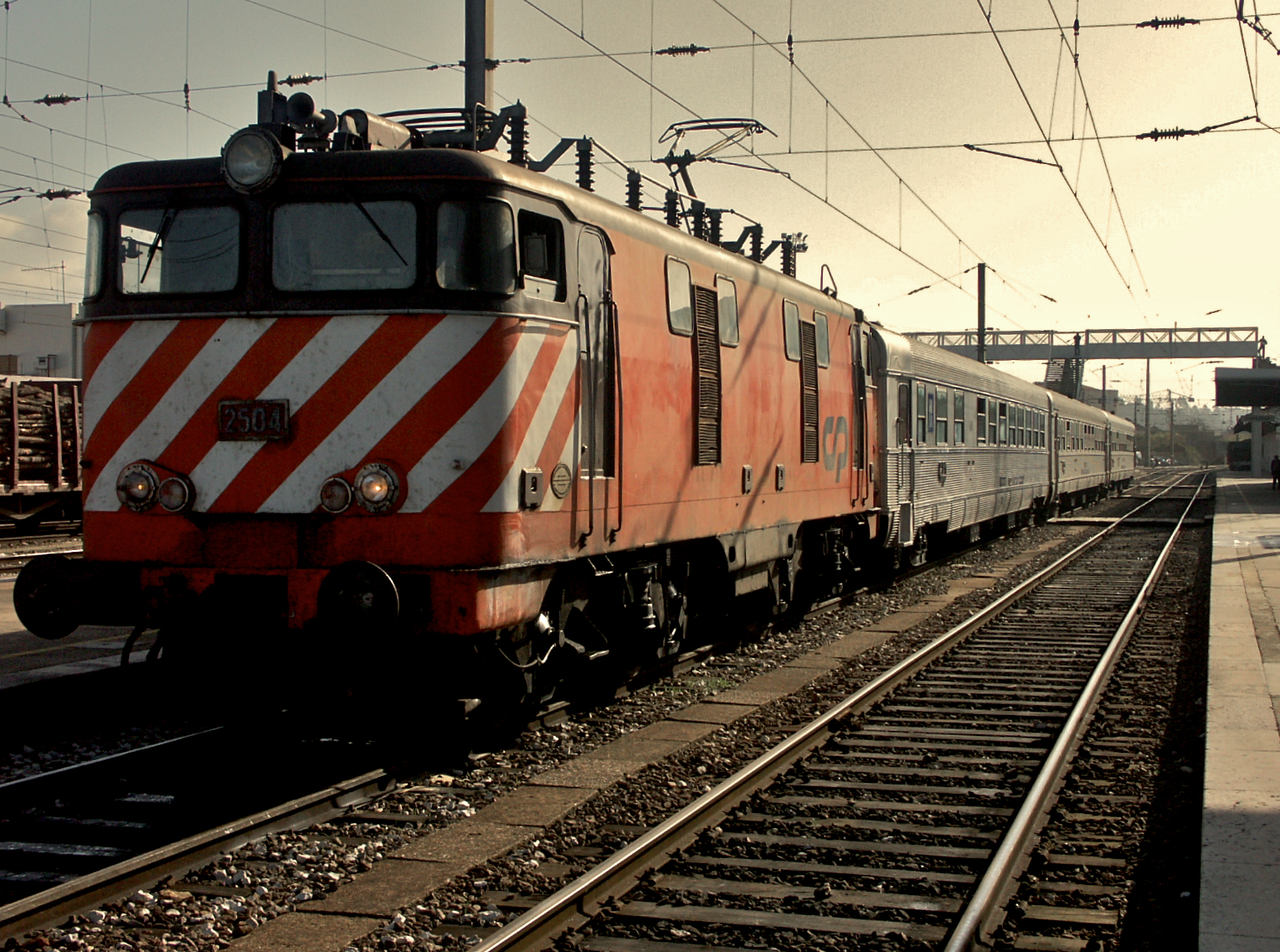
Locomotiva da Série 2500, na Estação de Pampilhosa

Em termos de material circulante, foram utilizadas predominantemente as automotoras da Série 0500, embora também tivessem sido empregadas outras composições, rebocadas por locomotivas da Série 2500.

## História
O comboio Foguete foi introduzido num quadro de desenvolvimento do caminho de ferro em Portugal, durante o qual foi modernizada a Linha do Norte, e iniciado um programa de substituição do material circulante a vapor por gasóleo. Em 9 de Março de 1953 foi organizada uma viagem experimental utilizando novas automotoras FIAT, que tinham sido recentemente encomendadas pela Companhia dos Caminhos de Ferro Portugueses. A composição experimental era formada por duas automotoras, com um vagão entre elas, tendo partido às 10:05 da estação de Lisboa - Santa Apolónia, e chegado a Porto - São Bento às 14:14, com paragens em Fátima e Coimbra. A bordo iam importantes individualidades do governo e da empresa, incluindo o ministro das Comunicações, José Frederico Ulrich, o director geral dos Transportes Terrestres, José António Miranda Coutinho, o director da C. P., Roberto de Espregueira Mendes. A viagem de regresso fez-se no mesmo comboio, tendo saído de São Bento às 16 horas e chegado a Santa Apolónia às 20:11. Nessa altura, estava previsto que as viagens entre Lisboa e o Porto durassem cerca de quatro horas, reduzindo em oitenta minutos o tempo de percurso em relação aos comboios rápidos então em serviço. A Companhia dos Caminhos de Ferro Portugueses aprovou o início deste serviço em 15 de Outubro do mesmo ano. Devido ao seu tempo de viagem inicial, de cerca de 4 horas e 20 minutos, tornou-se um ex-libris da época em que foi lançado.
Após ter sido completada a electrificação da Linha do Norte, entre Lisboa e o Porto, em 1966, os serviços foguete passaram a ser assegurados por composições rebocadas por locomotivas da Série 2500. Este comboio foi substituído no final da década de 80, pelos serviços Alfa e InterCidades assegurado com as carruagens Corail dos Caminhos de Ferro Portugueses, que tinham sido recentemente introduzidas.
Em 2002, foi escolhido o nome emblemático do Foguete para título da revista da AMF — O Foguete.[carece de fontes?]